# 聖尼古拉羅門鄉
46°57′N 21°42′E / 46.950°N 21.700°E
聖尼古拉羅門鄉（羅馬尼亞語：Comuna Sânnicolau Român, Bihor），是羅馬尼亞的鄉份，位於該國西北部，由比霍爾縣負責管轄，面積73平方公里，海拔高度101米，2007年人口2,082，人口密度每平方公里29人。